# Amusia (film)
Amusia è un film del 2022 diretto da Marescotti Ruspoli.

## Trama
Una ragazza di nome Livia nasce con l'amusia, una malattia che rende incapaci di comprendere la musica ed apprezzarla.

## Produzione
Il film è stato in prevalenza girato a Tresigallo in provincia di Ferrara.

## Distribuzione
Anteprima internazionale in concorso al Tallinn Black Nights Film Festival 2022 e successivamente in Italia al Bari international film festival 2023 e al Shanghai International Film Festival 2023.
Il film è stato distribuito nelle sale cinematografiche italiane a partire dal 27 aprile 2023.

## Riconoscimenti
- Premio del pubblico al Tallinn Black Nights Film Festival 2022[5]

## Accoglienza
Elisa Torsiello di Movieplayer assegna 3,5 stelle su 5 al film, affermando: "Grazie alla fotografia di Luca Bigazzi, Ruspoli scrive una poesia d'amore con la forza del colore, delle immagini e di performance attoriali convincenti e profonde. Una poesia che inebria gli animi, e riempie il cuore". Giancarlo Zappoli di Mymovies assegna al film 3 stelle su 5, affermando: "Questo è un film in cui l'estetica [...] si fa tutt'uno con la narrazione fino a sovrastarla. Questo non è un difetto anzi".
Valutazione 3.6 su Sentieri selvaggi.